# Dům U Dobrých (Hradec Králové)
Dům U Dobrých (Pražská třída čp. 135) je dům v Kuklenách, který slouží od své přestavby v roce 1898 v přízemí k obchodu a v patře k bydlení.

## Historie
V roce 1829 učinil kšaft Josef Komárek, který zdědil po otci čp. 106 a postavil čp. 135 (podle starého číslování čp. 129) společně s manželkou Annou na tříkorcové roli U kapličky neb U komína zvané. Stavení zdědil Antonín Komárek, který ho roku 1846 prodal Josefu a Kateřině Hudlivaňkovým, když tíž prodali Emauzy čp. 130 Josefu a Anně Chmelařovým. V roce 1882 se jmenuje ještě František Hudlivaněk v čp. 135, po něm pak Josef Dobrý.
U domu stávala kaplička Panny Marie, která byla vystavěna mezi roky 1736 a 1743. V prvním jmenovaném roce se ještě zdejší role jmenuje U komína, kdežto roku 1743 již nese název U kapličky. Vystavěna byla z cihel spodku komína, zbylého ze Strachova dvora, u něhož 4. srpna 1423 porazil Jan Žižka z Trocnova Pražany, a stávala před čp. 135 v místech, kde byl později chodník. Odtud nesla jméno Hudlivaňkova. Když pak bylo přestavováno čp. 135 a posunuto zpět od cesty, překážela kaplička provozu, takže byla nakonec posunuta do jedné řady s domem čp. 135.
24. října 1893 vypukl oheň v čp. 135, které patřilo Marii Kujalové. Pojištěna byla na stavbu na 1020 zlatých a na obilí 335 zl. O 2 roky později postavil nový domek Antonín Kujal (povoleno 17. května 1895). 20. srpna 1898 žádal Josef Dobrý o povolení k obývání novostavby, což mu bylo uděleno. Stavěl 1. patro, krám a skladiště u čp. 135. V roce 1926 požádal znovu, aby mohl provést nástavbu patra a počátkem následujícího roku byla tato stavba zkolaudována. Z koloniálního obchodu se stala časem drogerie, která zde fungovala přes celé období komunistického režimu. Poté byl obchod nějakou dobu prázdný.
V letech 1993-2011 zde měla drogistickou živnost Jana Hemerková a od roku 2012 má zde svoji provozovnu smíšeného zboží Hiep Tran Quoc (Potraviny u Dobrých).